# 天津滨海国际机场
天津滨海国际机场（简称天津机场、滨海机场），位于中华人民共和国天津市东丽区，是中国大陆国内干线机场、国际定期航班机和国家一类航空口岸，同时天津机场是中国主要国际货运机场之一和第四个具有双跑道的大型机场，也是天津航空与奥凯航空的枢纽机场，有天津地铁2号线通达机场交通中心。
由于距离北京首都机场较近，天津机场在较长一段时间内发展受到制约。在滨海新区发展纳入国家发展战略后，天津滨海国际机场旅客吞吐量和货运吞吐量均高速增长。2008年5月、2014年8月，天津机场的运营国际航班的T1航站楼和运营国内航班的T2新航站楼先后投入使用。2017年12月15日，天津滨海国际机场年旅客吞吐量已突破2000万人次。
目前，天津滨海国际机场正在推进第三期扩建工程，拟兴建第三航站楼并延长东跑道，同时，京津城际铁路、京滨城际铁路和天津地铁Z2线也将引入天津机场第三航站楼。

## 历史沿革
天津滨海国际机场的前身是始建于1939年的天津张贵庄机场。

### 1949年以前
1920年，天津在英租界佟楼赛马场建立了最早的机场——天津跑马厅机场。
1939年11月，日军在天津市区东部张贵庄附近朱庄子以南，强占民地14,719.85亩，强迫百姓修建军用机场。1942年，天津张贵庄机场建成，是中国近代最早的民用航空运输机场之一。机场呈圆形，两条跑道交叉呈十字型。主跑道为混凝土道面，磁向340/160，长1120米、宽80米、厚12厘米。1945年抗战胜结束后，国民党空军接收天津张贵庄机场。
1947年1月，在国民政府交通部民航局成立后，国民政府空军司令部将张贵庄机场永久性拨给民航局使用，同时呈请行政院指定广州、天津、昆明和上海4处为国际民航飞机入境机场，这些机场分别作为华南、华北、西南和华中地区的国际民航中心，另外交通部民航局直辖空运队准备以此机场为基地，作华北空运业务中心。
1947年10月17日，天津张贵庄机场改为民用机场，正式名称为“交通部民用航空局天津航空站”。
1948年，国共内战时期，被围困在天津城区的国军利用天津城防线内的第六区英商佟楼赛马场辟建临时机场，以依托其空军补给粮食和弹药及疏运人员。

### 1949年至1995年

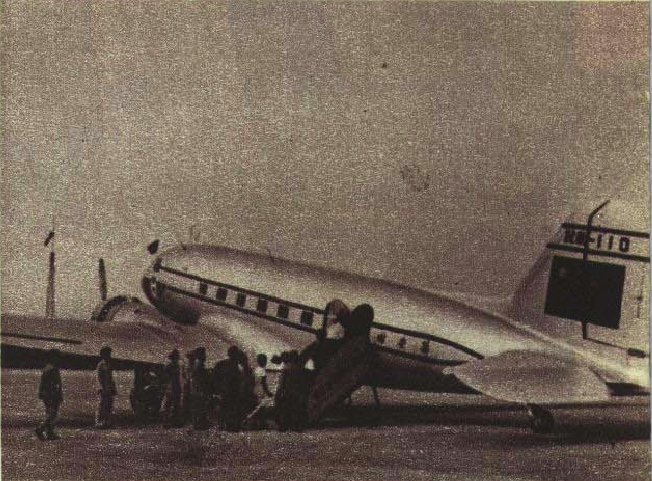
中国人民航空公司在天津成立

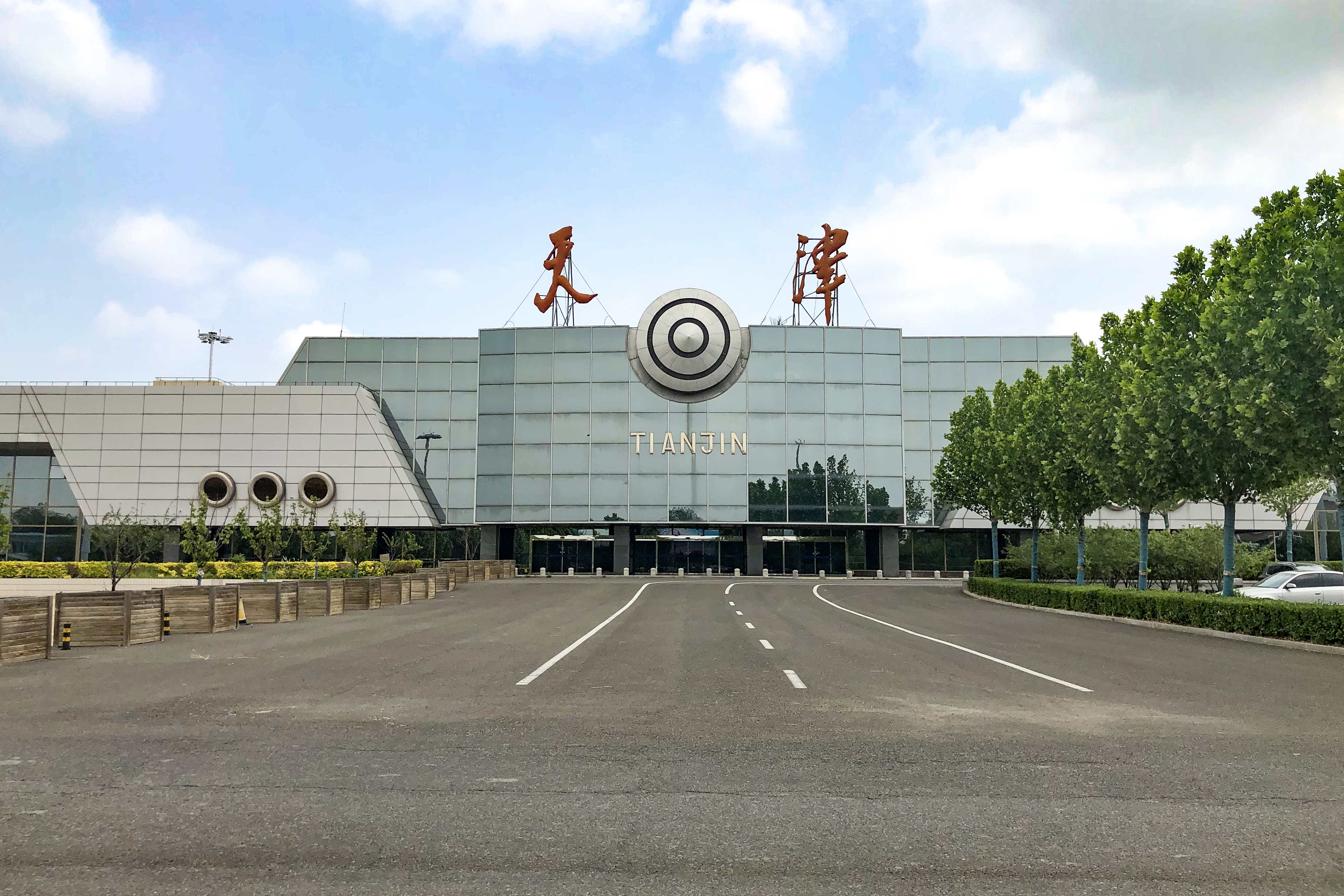
1990年建成的天津机场老候机楼

1949年1月15日天津被中国人民解放军占领，张贵庄机场由中国人民解放军实行军事管制。1950年2月6日，机场正式移交中央军委民航局管理使用。中央人民政府政务院决定在天津设中国航空公司，对张贵庄机场进行改造，作为中国民航的基地。
1950年8月1日，中华人民共和国在天津张贵庄机场首次开辟了“天津-北京-汉口-重庆、天津-北京-汉口-广州”两条民用航线，史称“八一通航”。
1952年7月17日，根据政务院、中央军委《关于整编民用航空的决定》的原则，中国第一个国营民航运输企业——中国人民航空公司在天津机场成立。1955年6月，中国民用航空局在天津成立航空训练大队，驻地在天津张贵庄机场，负责民航飞行、机务和通信人员的技术培训工作。天津机场同时担负起中华人民共和国专业飞行和技术人才培养的任务，被誉为“新中国民航的摇篮”。
1956年4月，天津航空站并入航空训练大队。1974年，天津机场被确定为首都机场的备降机场。
1979年1月23日，民航天津机场举行开航仪式，中共天津市委第一书记陈伟达为机场开航剪彩，波音707型客机进行了试航。当时天津机场的主要跑道3,200米，宽50米；客机坪长240米，宽240米。1989年2月28日，时任天津市市长李瑞环主持审定了天津机场改造工程总体规划方案。5月17日，天津机场历史上的第四次扩建工程开工，包括航站楼、货运库、市内售票处等14个项目，共4.7万多平方米。1990年8月27日，机场改造工程竣工。同年11月9日，中国国际航空公司引进中国的首架波音747-200F货机和天津航空货运中心落成的剪彩仪式，在天津机场举行。

### 1995年至今

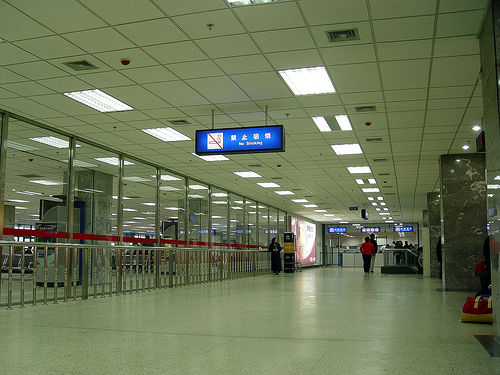
天津滨海国际机场舊航站樓内部

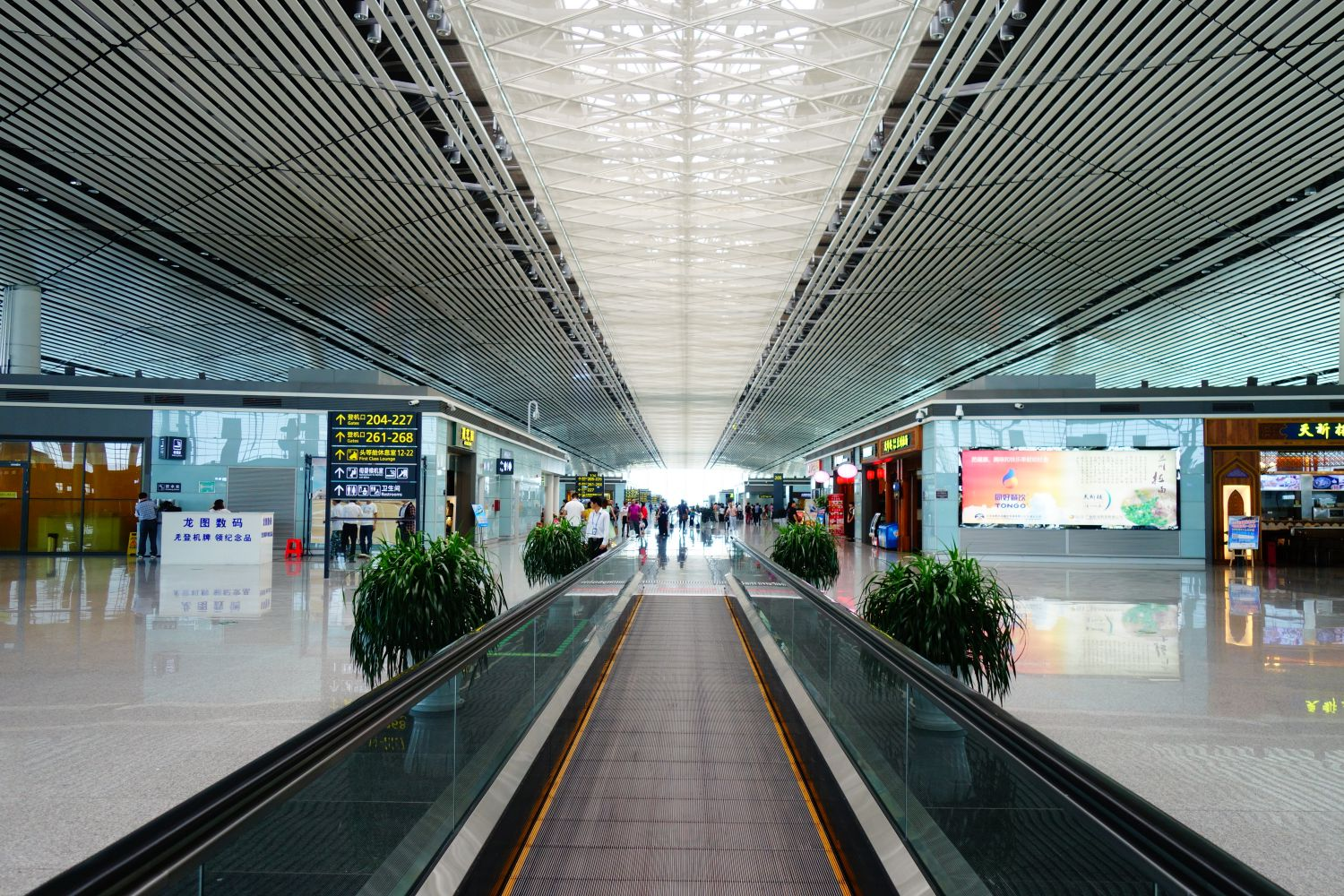
天津滨海国际机场T2内部

1995年10月，经国家口岸委批准，天津机场升格为国际定期航班机场，同年12月更名为“天津滨海国际机场”。
2002年11月，中国民用航空总局下发《关于组建中国首都机场集团有关问题的批复》和相关组建方案，天津滨海国际机场与北京首都机场、中国民航机场建设总公司等联合组建中国首都机场集团公司。12月，天津滨海国际机场正式参与组建新的首都机场集团公司。
2008年5月，天津机场新建11.6万平方米的第一航站楼和4万平方米货库投入使用，为空中客车A320天津总装公司配套的第二跑道也同期建成。天津机场客货运航班的正常起降运营全部由第一跑道承担，第二跑道主要担负飞行训练和空客天津总装公司的试飞。至此，天津机场的硬件设施达到大型枢纽机场规模，满足年旅客吞吐量1000万人次，货邮吞吐量50万吨、飞机起降20万架次需求。而1990年代初投入运营的旧航站楼将专门用于承接公务机业务。
2011年5月31日，天津滨海国际机场二期扩建工程，也是天津机场历史上的第六次改扩建工程开工，将兴建第二航站楼。天津机场二期航站楼工程主要包括：24.8万平米T2航站楼，40个停机位的站坪及有3条快速出口滑行道等滑行道、南侧机场大道、消防设施、灯光及附属配套等，工程总投资约57亿元。同年12月1日，连结天津地铁2号线、京津城际铁路等轨道交通的天津滨海国际机场交通中心工程开工。
2014年7月28日，天津机场已试点GBAS卫星导航着陆系统。8月，天津机场的T2航站楼落成启用，该工程获得“中国建设工程鲁班奖”。
2015年4月20日，国务院批准《中国（天津）自由贸易试验区总体方案》，支持天津滨海国际机场增加国际客货运航班，建设航空物流中心。同年4月28日，天津机场设立北京营销中心，在首都机场T3航站楼出发大厅设立天津机场咨询服务柜台，并开通天津机场至四惠客运站、八王坟长途客运站的省际长途客运班线。5月27日，受京津城际铁路天津机场引入线的施工的影响，天津机场东跑道暂时关闭同年至8月31日。9月29日，天津机场公务机楼投入运营。10月15日，天津机场第二跑道正式启用。同年12月14日，由于石家庄正定机场受雾霾影响能见度低，原定从莱比锡飞往石家庄的安托諾夫安-225運輸機备降天津滨海机场，这使得天津机场成为中国第二个起降过安-225的机场。
2016年3月，天津滨海国际机场被国际机场协会评为2015年度“年旅客吞吐量500-1500万级最佳机场第二名”和“亚太区最佳机场第三名”。6月，经民航总局运输司核准，幸福航空将基地机场变更为天津滨海国际机场。
2017年9月20日，空中客车天津A330宽体机完成和交付中心建成启用，该中心计划于2020年下半年开始空中客车A350的客舱安装、喷漆等工作。2017年12月15日，天津滨海国际机场旅客吞吐量首次突破2000万。
2019年，天津滨海国际机场启动第三期扩建工程前期程序，拟于2020至2023年新建40万平方米的T3航站楼及配套设施。7月，天津滨海国际机场第三期扩建工程开始招标。

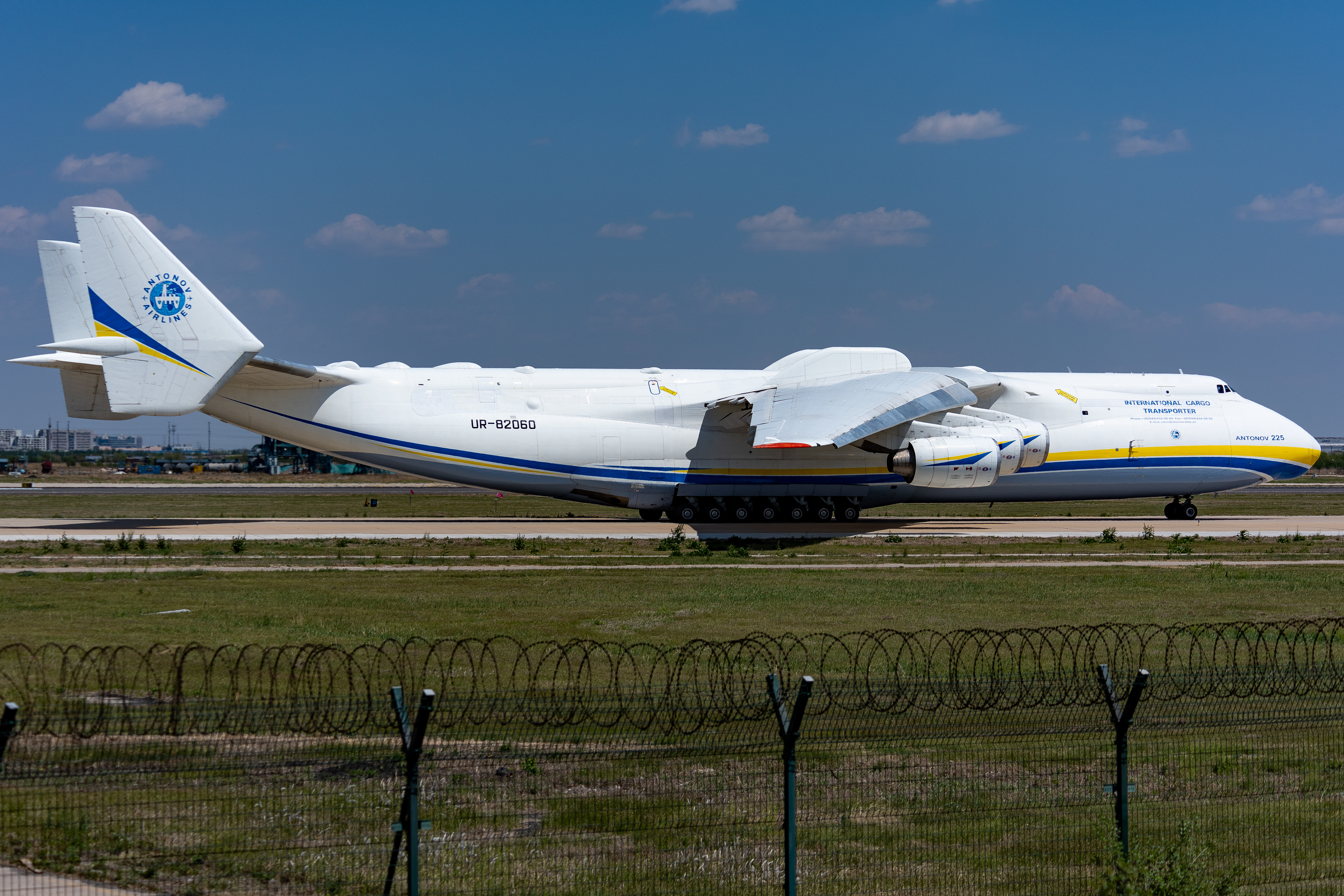
新冠病毒疫情期间，安托諾夫An-225運輸機在天津滨海国际机场运输医疗物资

2020年3月，新型冠状病毒肺炎疫情缓和后，在防控境外输入型病例时，为缓解北京防疫压力，进入北京的部分国际航班将分流至天津机场。同年4月12日晚，由于波兰铜业集团运输医疗物资的需要，安-225再次造访天津机场，此后法国、德国等国也开始租用安-225赴津运输物资。
4月13日，中国民航局和天津市政府联合批复天津滨海国际机场三期改扩建项目立项，预计总投资175.7亿元，项目包括兴建T3航站楼、拟建设二跑道向北延长400米、二跑道西侧平滑向北延伸889米、新建等长的二平滑并向南延伸连接南侧货运机坪，以及在T3航站楼东侧与二平滑之间增设一段机坪滑行道。7月17日，天津机场三期改扩建项目基本完成可研报告编制，天津机场已和天津市发改委成立了天津机场三期改扩建项目专班推动工程进度。
2021年3月22日至24日，天津滨海国际机场三期改扩建工程可行性研究报告评估会召开。12月，三期改扩建工程获得正式批复，总投资188.62亿元，按照年旅客吞吐量5500万人次、飞机起降40万架次设计，新建41万平方米T3航站楼、76个机位的站坪，将东跑道及其第一平行滑行道向北延长400米；新建6万平方米综合换乘中心和10万平方米停车设施；配套建设机务维修等生产生活辅助设施。12月31日，项目管理指挥部成立，预计2022年开工，相关的两条高铁和四条地铁线路将先期开工。

## 机场指标信息

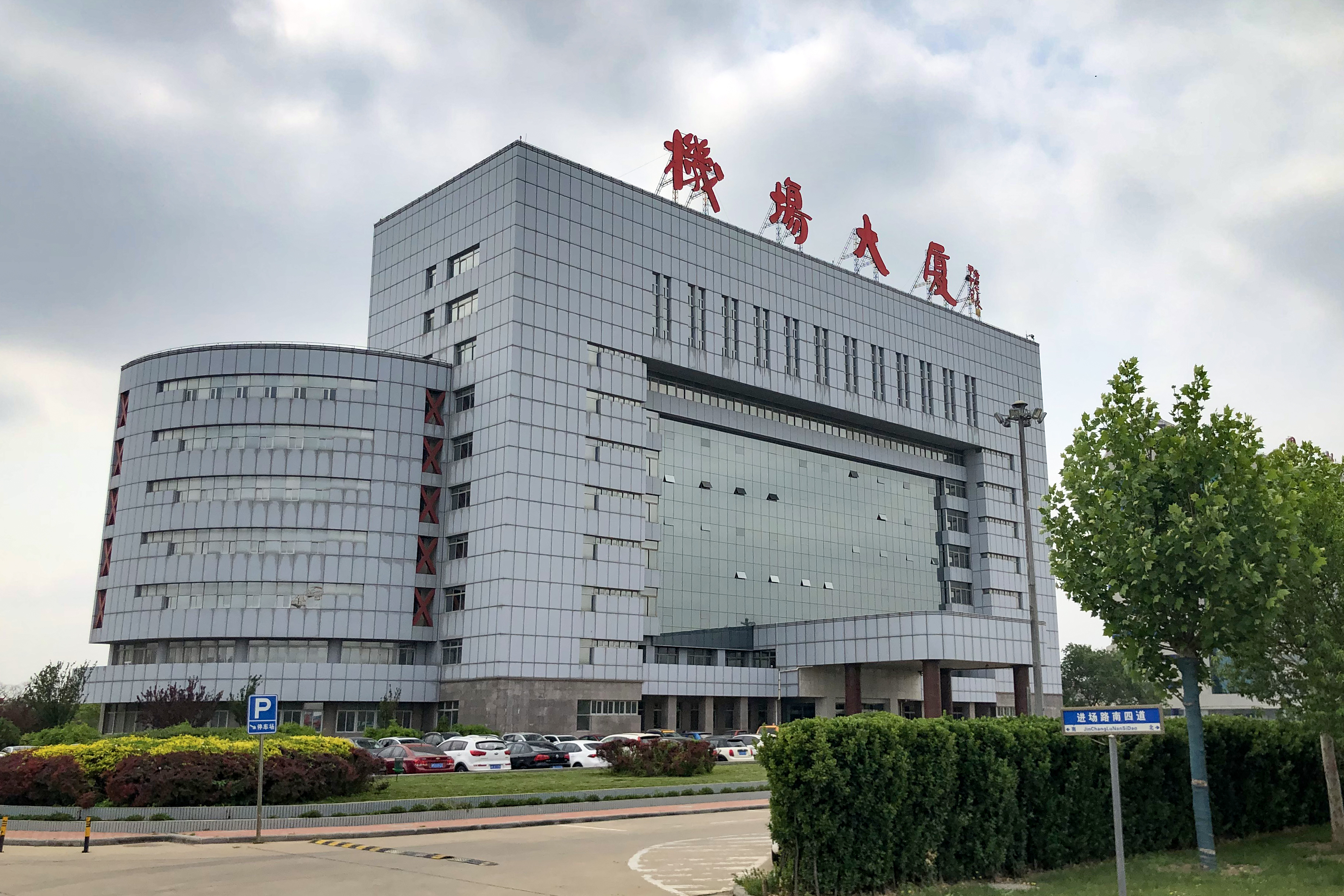
机场大厦，天津机场行政办公楼

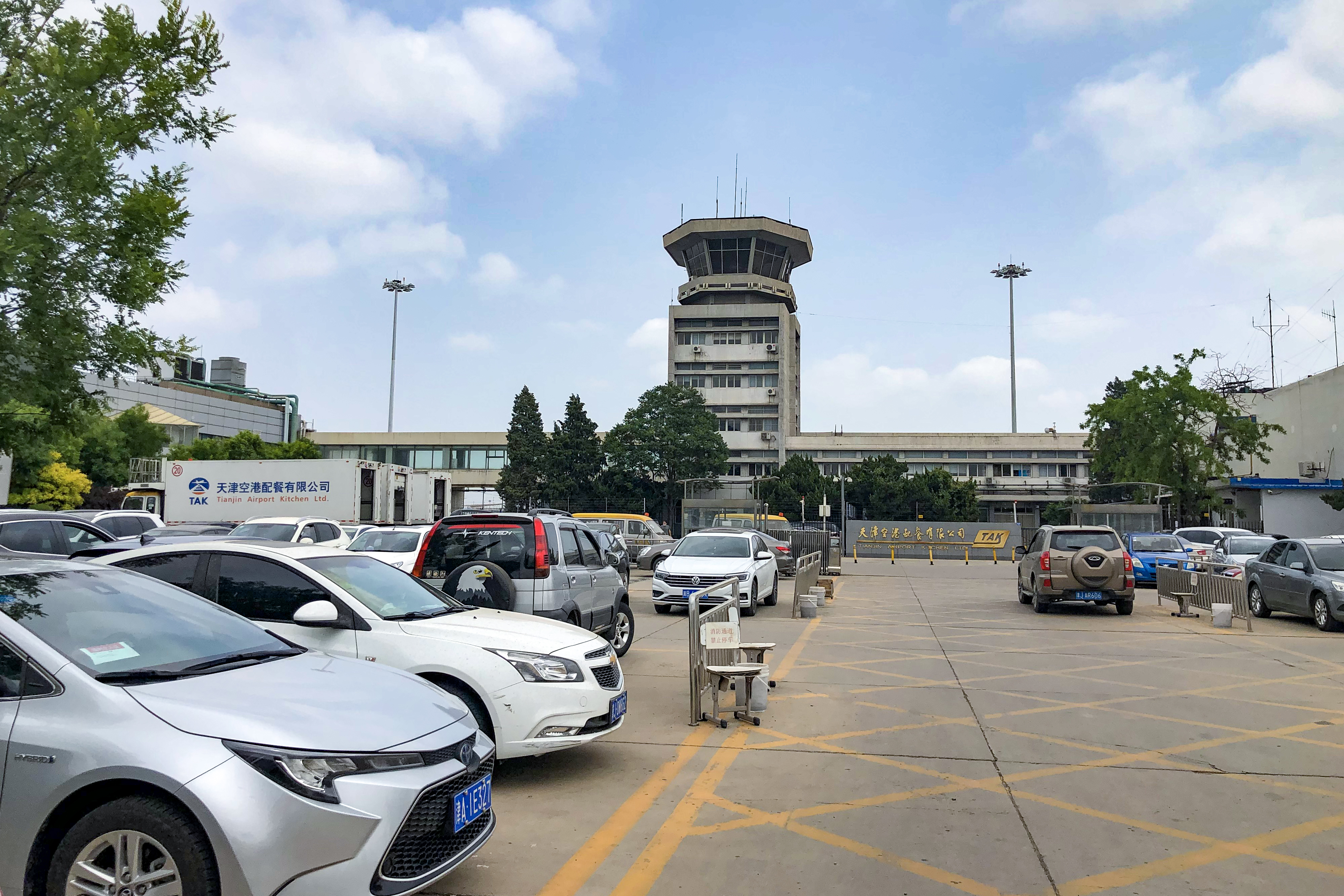
天津空港配餐基地

### 货运区
- 海拔高度3米
- 坐标：北纬39度07分，东经117度20分

### 客运区
- 跑道1：3600x60米，沥青
- 跑道2：3200x45米，水泥混凝土

### 航站楼

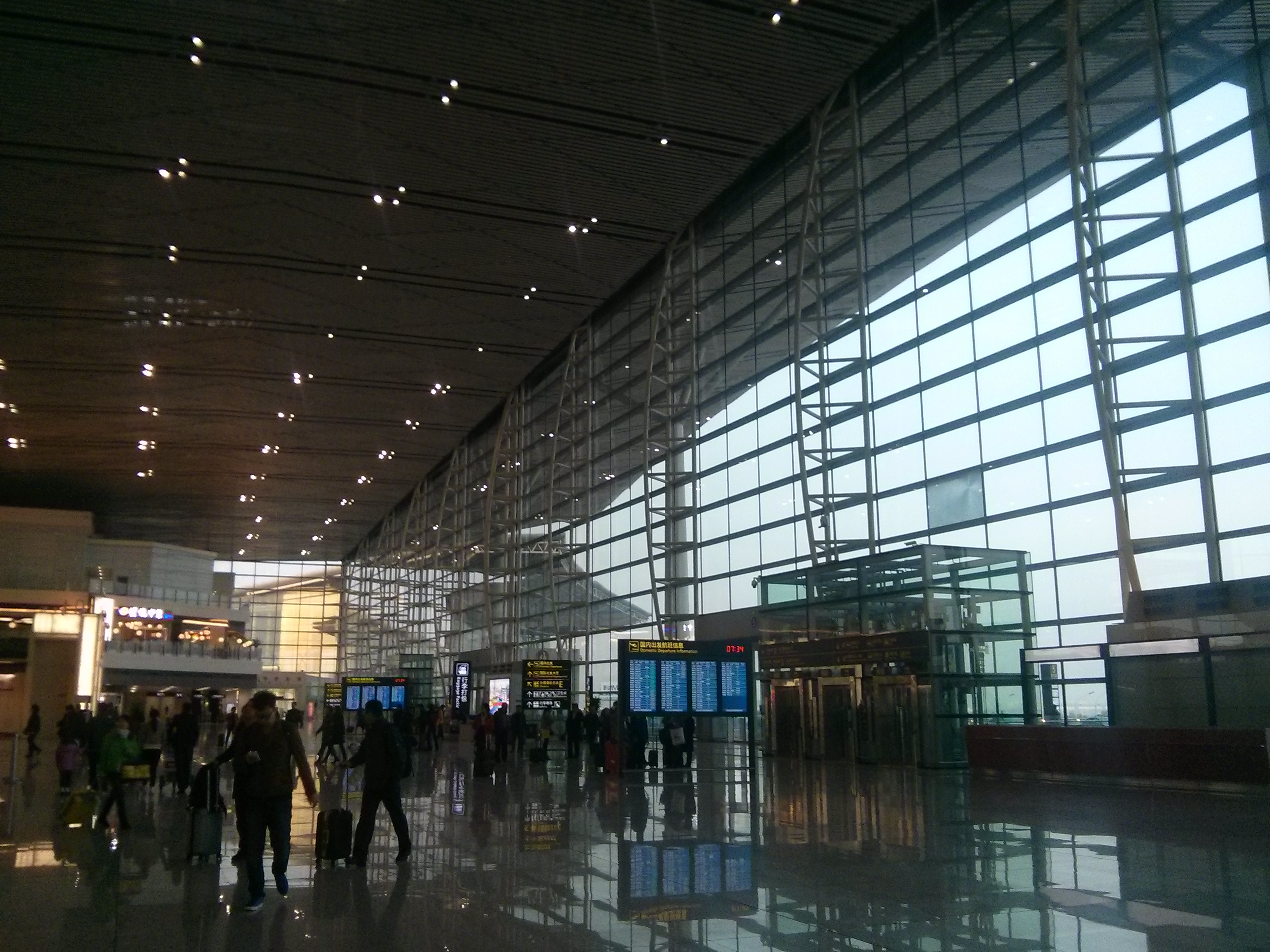
天津滨海国际机场T2航站楼

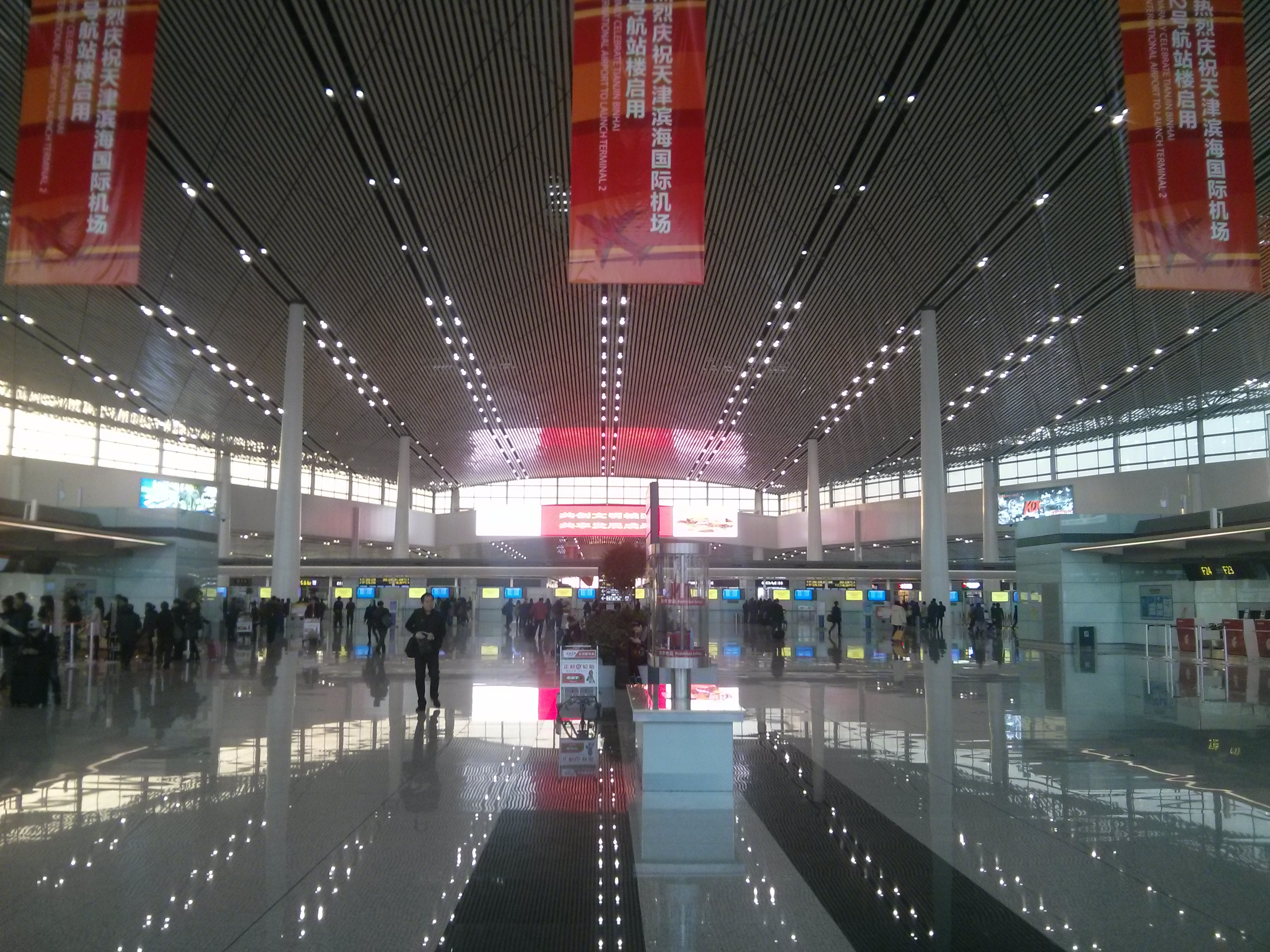
天津滨海国际机场T2航站楼安检区

天津滨海国际机场的T1、T2及规划中的T3航站楼均由英国建筑师、KPF伦敦公司创始人李·波利萨诺（英語：Lee Polisano）主创设计，新航站楼外观设计灵感源于天津民间传统的风筝造型。
- T1航站楼：2008年4月28日零时开始使用，接替老航站楼用于客流运输。T1航站楼采用指廊式布局设计，主体建筑面积11.6万平方米，建筑物最大高度43米，单层面积5万平方米，总面积达到25万平米，旅客吞吐能力1000万人次，货邮吞吐量50至60万吨；设有60个值机柜台，6台自助值机设备，17条安检通道，19个登机桥，在高峰小时可保障旅客2209人次。
- T2航站楼：位于现状T1航站楼的东侧，占地8.25万平方米，呈工字形，建筑总长度为652米，宽度395米，总建筑面积约24.8万平方米，分为主楼和指廊两部分，地上2层，局部4层，最高43.5米，主楼地下2层。航站楼内新增3个值机岛、72个值机柜台，30条安检通道，7组行李提取转盘，29条登机桥，年旅客吞吐能力为2400万人次，并有两条连廊与T1航站楼相通。T2航站楼投入使用后将主要用于国内航线，T1航站楼用于国际航线[26][27][28]。
- T3航站楼：2019年，天津滨海国际机场启动第三期扩建工程前期程序，拟于2020至2023年新建40万平方米的T3航站楼及配套设施。

### 远期规划
2021年2月，天津市印发《关于贯彻落实〈交通强国建设纲要〉的实施意见》，提出推进天津滨海国际机场扩容，新建T3航站楼及卫星厅，延长东一跑道，新建东二跑道，实现“三航站楼、三跑道”运行，打造区域枢纽机场。

### 空中交通服务
北京终端管制中心负责天津滨海国际机场的进离场、进近管制服务。
- ATIS：126.4MHz
- 塔台管制1：118.2MHz
- 塔台管制2：118.875MHz
- 地面管制1：121.95MHz
- 地面管制2：121.8MHz
- 机坪管制：128.85MHz

## 统计数据
请参阅源Wikidata查询.
| 年份 | 旅客吞吐量 （人） | 增长率  | 货物吞吐量 （吨） | 增长率   | 起降架次 （次） | 增长率  | 备注   |
| ---- | ----------------- | ------- | ----------------- | -------- | --------------- | ------- | ------ |
| 2000 | 884,448           | －      | 44,387            | －       | -               | -       |        |
| 2001 | 941,178           | 16.1%▲  | 36,503            | -17.76%▼ | -               | -       |        |
| 2002 | 1,092,121         | 16.04%▲ | 41,722            | 14.30%▲  | -               | -       |        |
| 2003 | 1,103,491         | 1.04%▲  | 48,681            | 16.68%▲  | -               | -       |        |
| 2004 | 1,705,271         | 54.53%▲ | 70,995            | 45.84%▲  | -               | -       |        |
| 2005 | 2,193,914         | 28.65%▲ | 80,192.3          | 12.95%▲  | 47,460          | -       |        |
| 2006 | 2,766,504         | 26.10%▲ | 96,755.7          | 20.66%▲  | 54,948          | 15.8%▲  |        |
| 2007 | 3,860,752         | 39.55%▲ | 125,087.3         | 29.28%▲  | 65,664          | 19.5%▲  |        |
| 2008 | 4,637,299         | 20.11%▲ | 166,558.106       | 33.15%▲  | 70,279          | 7.0%▲   |        |
| 2009 | 5,780,281         | 24.65%▲ | 168,103.1         | 0.93%▲   | 75,116          | 6.9%▲   |        |
| 2010 | 7,277,106         | 25.90%▲ | 202,484.1         | 20.45%▲  | 85,034          | 13.2%▲  |        |
| 2011 | 7,554,172         | 3.81%▲  | 182,856.7         | -9.69%▼  | 84,831          | -0.2%▼  |        |
| 2012 | 8,139,988         | 7.75%▲  | 194,241.042       | 6.23%▲   | 83,700          | -1.3%▼  |        |
| 2013 | 10,035,833        | 23.29%▲ | 214,419.803       | 10.39%▲  | 100,729         | 20.3%▲  | [ 30 ] |
| 2014 | 12,073,041        | 20.03%▲ | 233,358.644       | 8.8%▲    | 114,557         | 13.7%▲  | [ 31 ] |
| 2015 | 14,314,322        | 18.56%▲ | 217,279.187       | -7.01%▼  | 125,693         | 9.7%▲   |        |
| 2016 | 16,871,889        | 17.9%▲  | 237,085.233       | 9.1%▲    | 143,822         | 14.4%▲  |        |
| 2017 | 21,005,001        | 24.5%▲  | 268,283.474       | 13.2%▲   | 169,585         | 17.9%▲  |        |
| 2018 | 23,591,412        | 12.3%▲  | 258,734.828       | -3.6%▼   | 179,414         | 5.8%▲   |        |
| 2019 | 23,813,318        | 0.9%▲   | 226,162.749       | -12.6%▼  | 167,869         | -6.4%▼  |        |
| 2020 | 13,285,478        | -44.2%▼ | 184,980.4         | -18.2%▼  | 115,770         | -31.0%▼ |        |
| 2021 | 15,127,110        | 13.9%▲  | 194,886.6         | 5.4%▲    | 125,328         | 8.3%▲   |        |
| 2022 | 5,841,680         | -61.4%▼ | 131,516.9         | -32.5%▼  | 60,173          | -52.0%▼ |        |

## 航點

### 境內航線

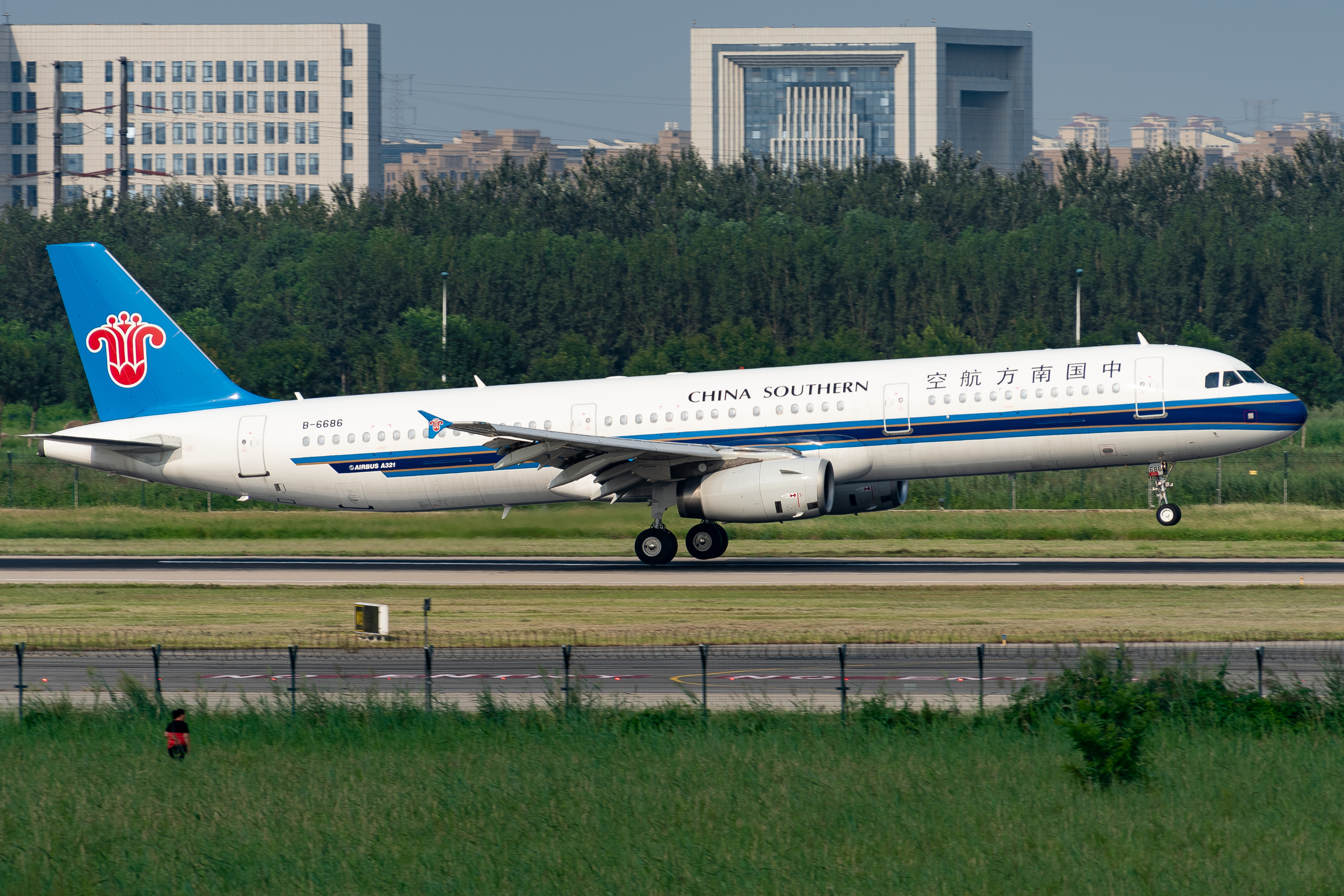
中国南方航空的空中客车A321-200型客机在天津滨海国际机场起飞

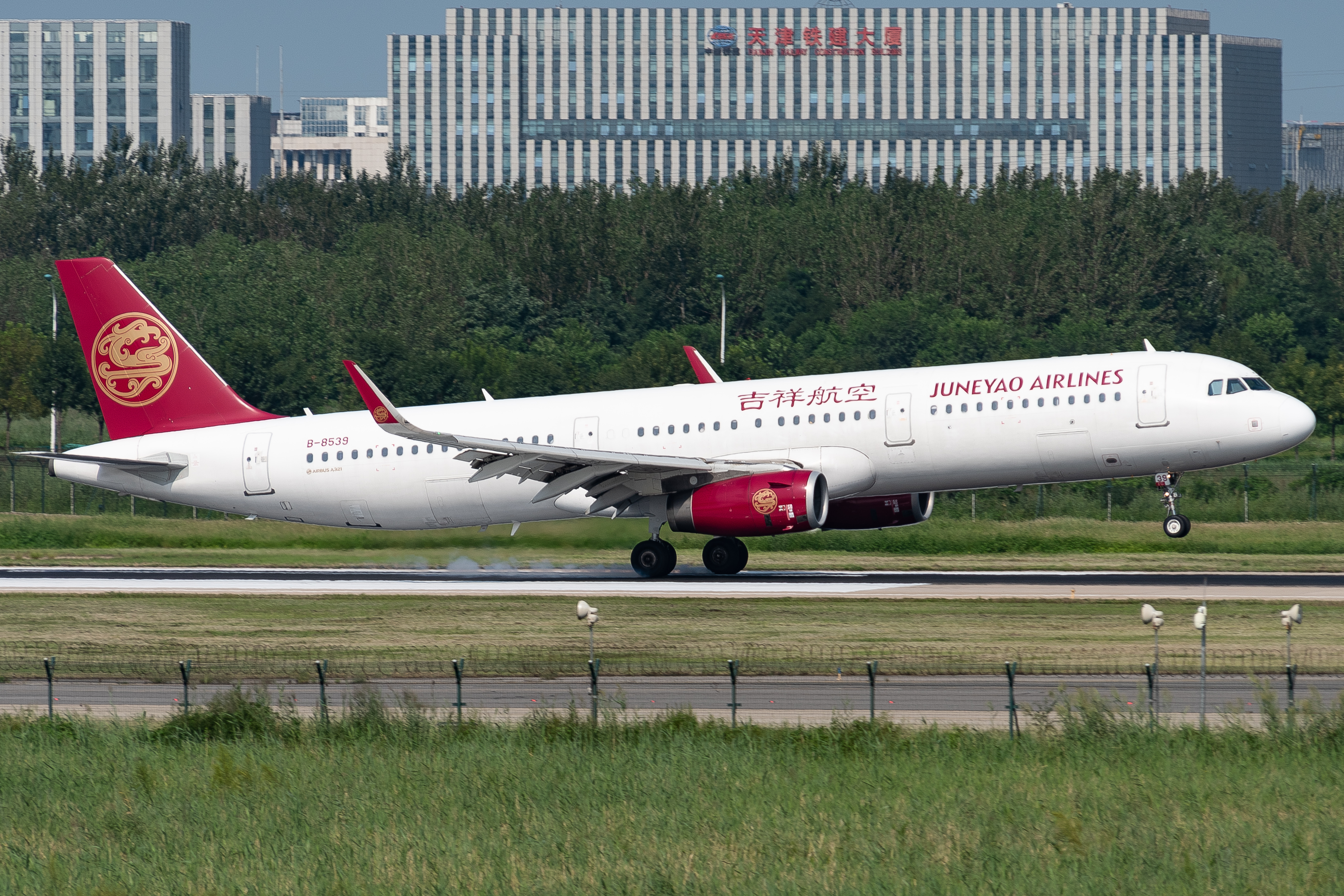
吉祥航空的空中客车A321-200型客机在天津滨海国际机场起飞

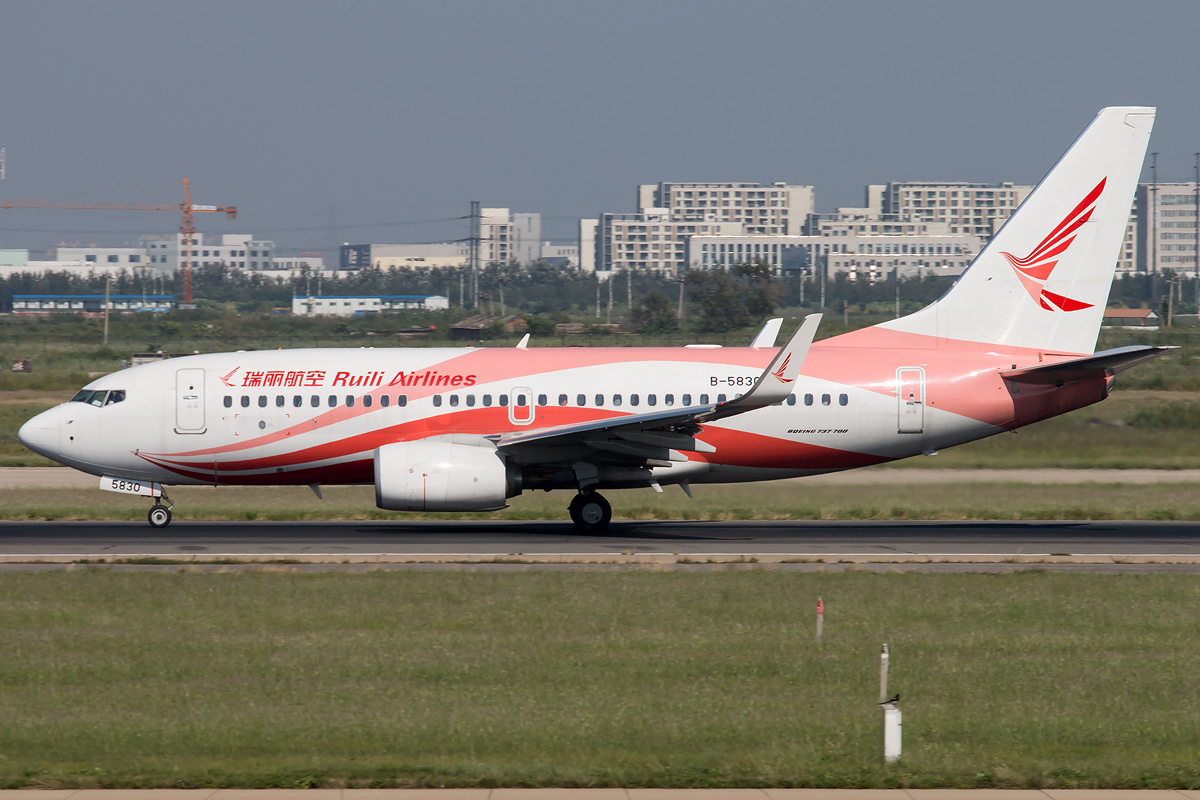
瑞丽航空的波音737-700型客机在天津滨海国际机场滑行

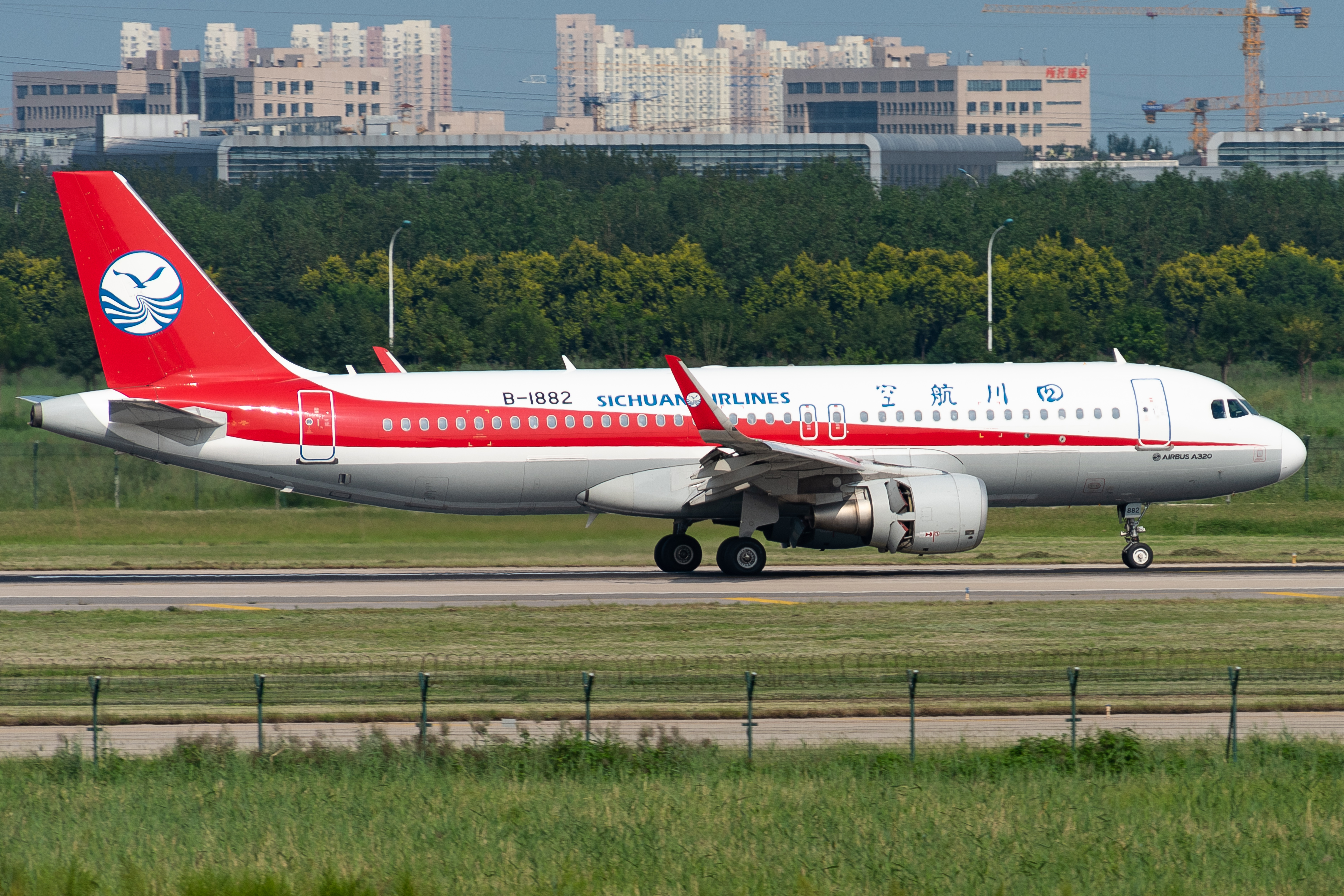
四川航空的空中客车A320-200型客机在天津滨海国际机场滑行

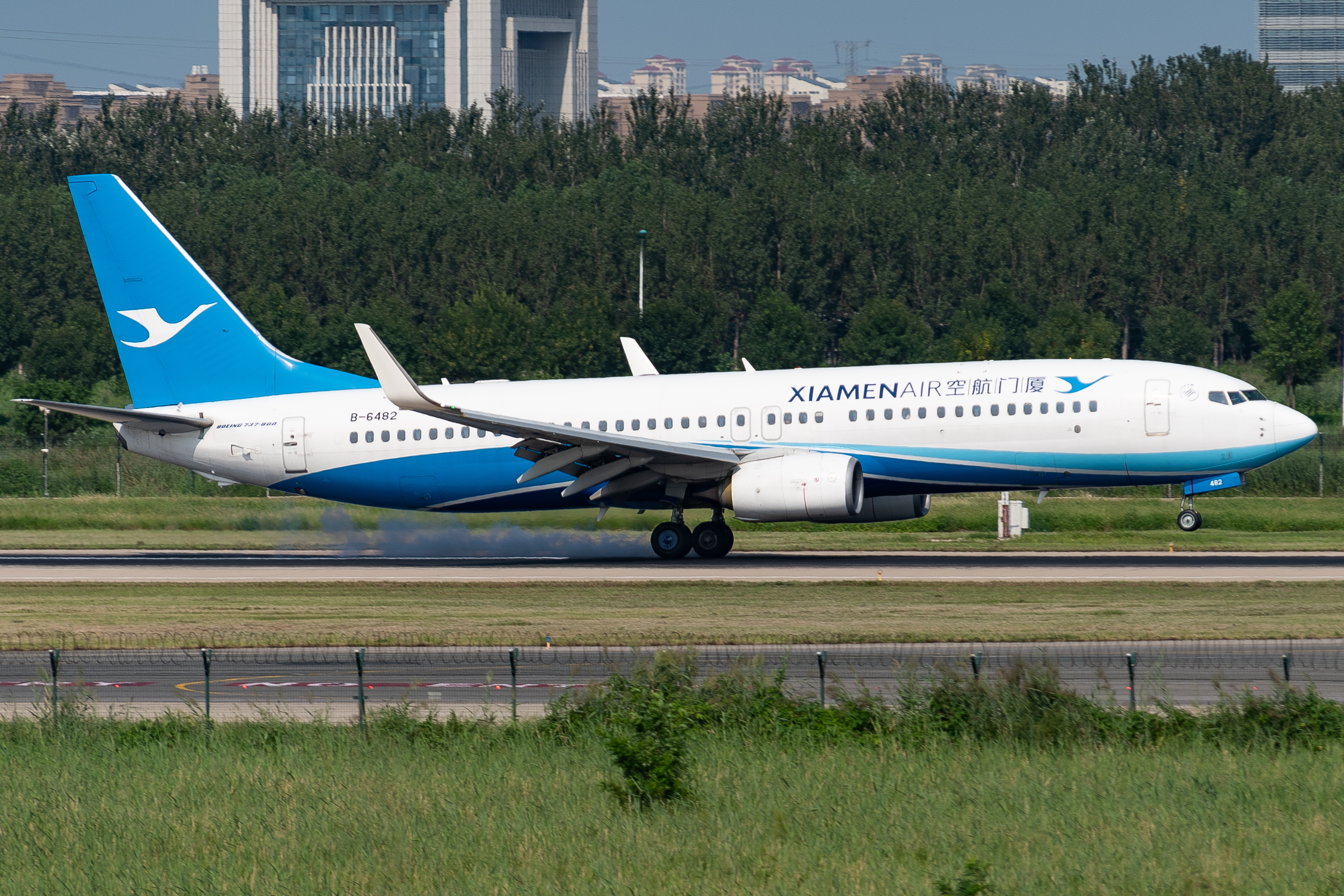
厦门航空的波音737-800型客机在天津滨海国际机场起飞

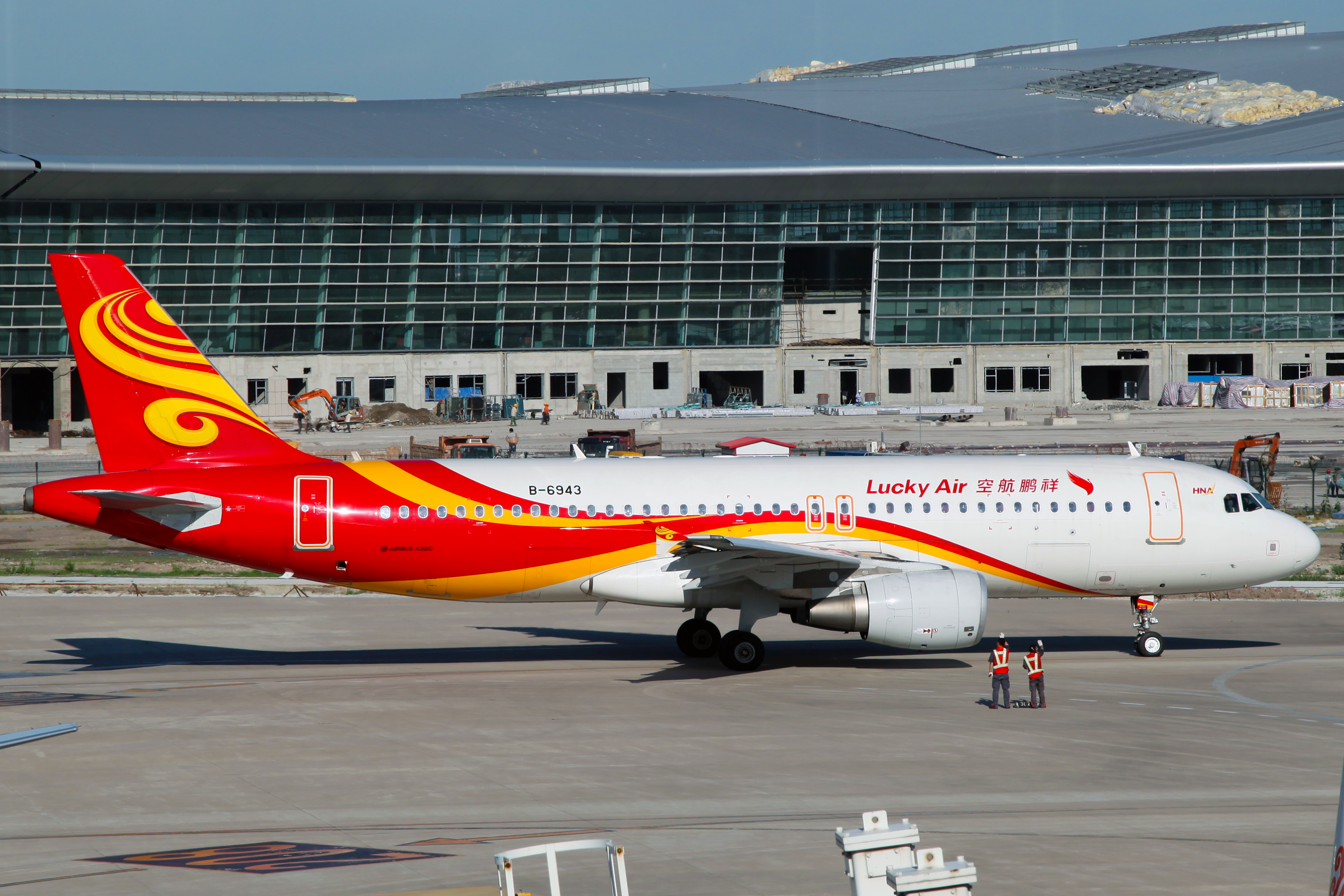
祥鹏航空的空中客车A320-200型客机在天津滨海国际机场滑行

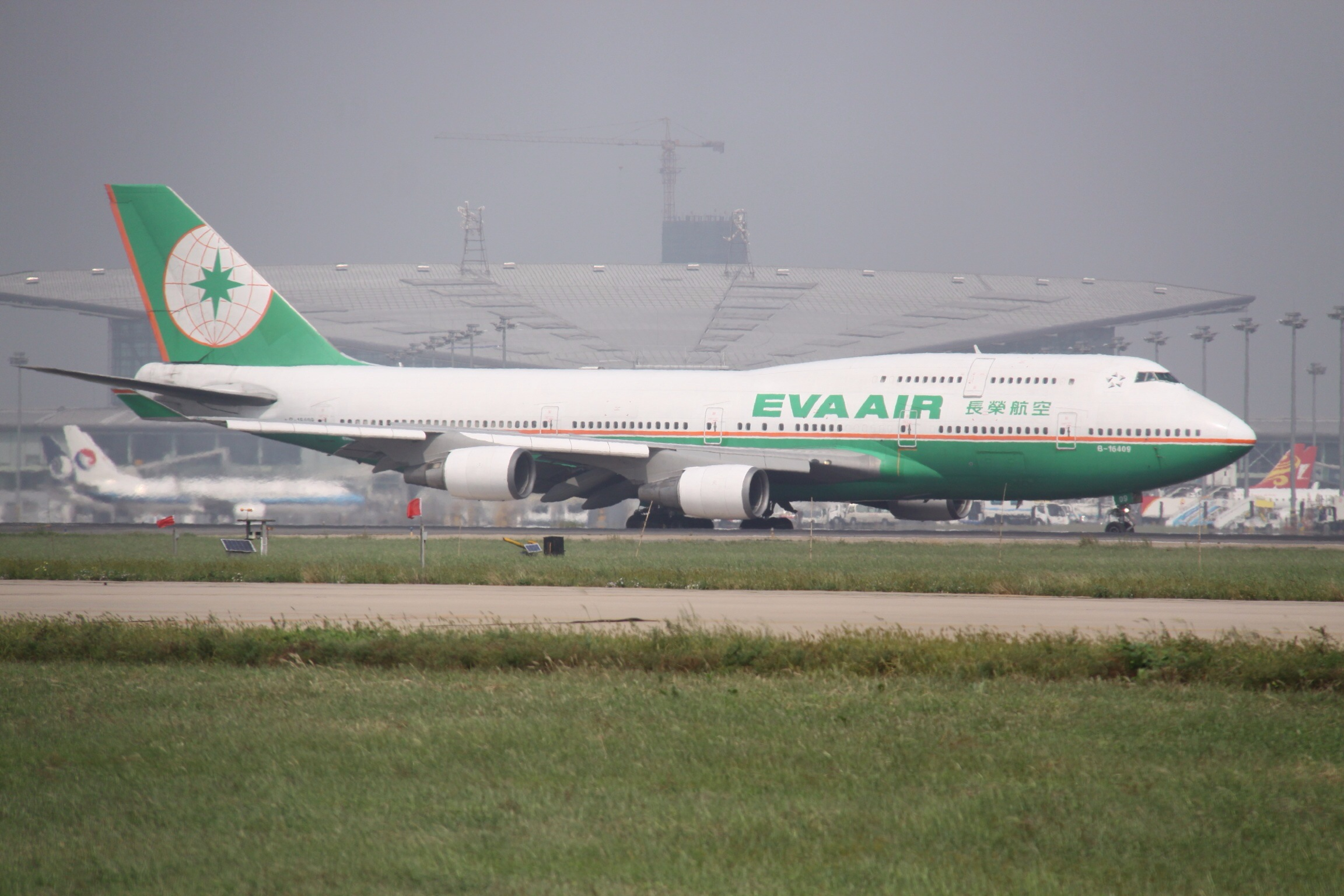
长荣航空的波音747-400型客机在天津滨海国际机场滑行

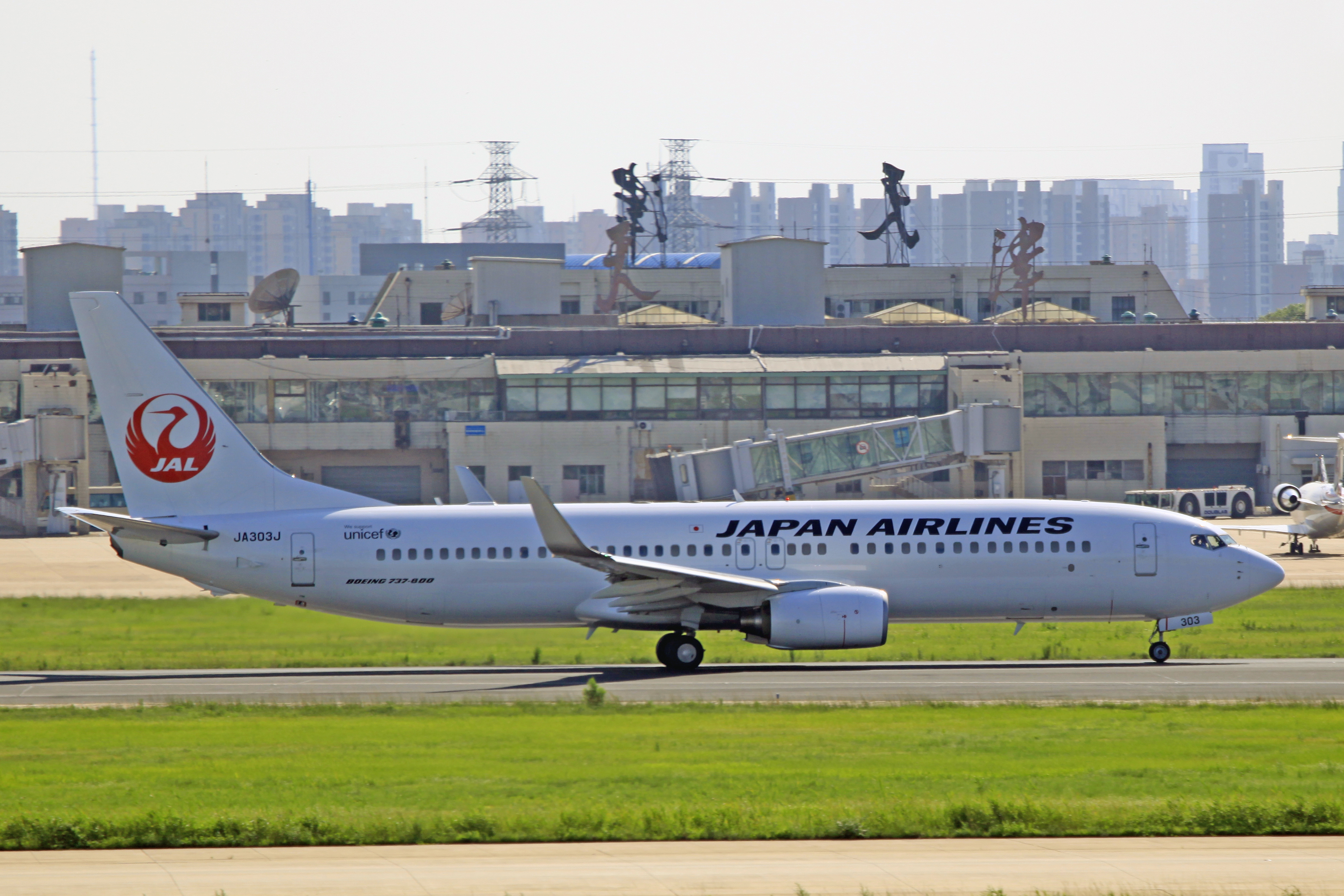
日本航空的波音737-800型客机在天津滨海国际机场滑行

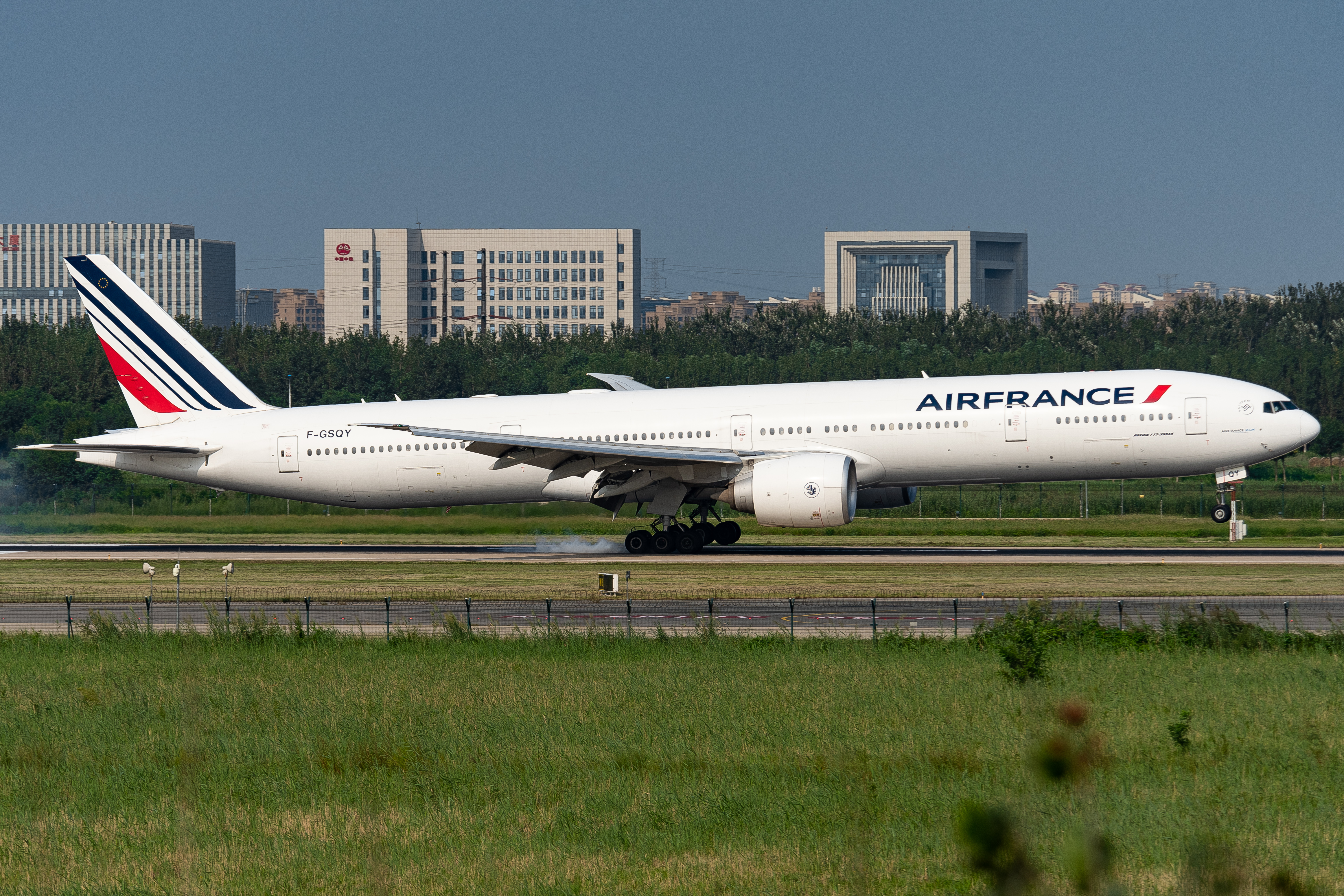
法国航空的波音777-300ER型客机在天津滨海国际机场滑行

| 航空公司     | 目的地 |
| ------------ | --- |
| 天津航空     | 長春、長沙、成都/天府、赤峰、重慶、大連、廈門（經停阜陽/東營）、福州、贛州、桂林、貴陽、海口、海拉爾、杭州、哈爾濱、呼和浩特、淮安、黃山、佳木斯、揭陽/潮汕、喀什、昆明、蘭州、梅州、牡丹江、南昌、南寧、寧波、鄂爾多斯、青島、三亞、上海/虹橋、沈陽、石家莊、太原、通遼、烏魯木齊、溫州、武漢、西安、煙台、銀川、北海（經停重慶） |
| 中國國際航空 | 長沙、成都/天府、成都/雙流、重慶、大連、大慶、廣州、海口、杭州、哈爾濱、呼和浩特、昆明、蘭州、麗江、連雲港、三亞、上海/虹橋、上海/浦東、深圳、通化、烏魯木齊、廈門、西安、西寧、銀川、運城 |
| 奧凱航空     | 長沙、成都/天府、重慶、大連、廣州、桂林、杭州、哈爾濱、昆明、南寧、寧波、泉州、三亞、深圳、西安、煙台、榆林、張家界、延吉、西雙版納（經停長沙）、呼伦贝尔/海拉尔（經停赤峰） |
| 廈門航空     | 長沙、重慶、大連、福州、貴陽、海口、杭州、哈爾濱、呼和浩特、南通、泉州、深圳、烏魯木齊、武漢、廈門、西安、运城 |
| 中國東方航空 | 昆明、泸州、上海/虹橋、上海/浦東、武漢、西安 |
| 中國南方航空 | 長沙、大連、廣州、深圳、武漢、烏魯木齊、義烏 |
| 山東航空     | 包頭、巴彥淖爾、呼和浩特、青島、廈門 |
| 春秋航空     | 長白山、上海/虹橋、深圳、鹽城 |
| 華夏航空     | 包頭、齐齐哈尔、重慶（經停固原）、西雙版納（經停西昌）、鸡西（經停大連） |
| 四川航空     | 長春、成都/天府、成都/雙流、重慶、杭州、哈爾濱、蘭州 |
| 深圳航空     | 廣州、深圳、珠海（经停南通）、泉州（经停南通） |
| 海南航空     | 長治、廣州、海口、上海/浦東、深圳 |
| 上海航空     | 昆明、德宏/芒市、上海/虹橋、上海/浦東 |
| 北部灣航空   | 南寧、南陽、宜昌、南充 |
| 祥鵬航空     | 成都/天府、淮安、昆明 |
| 大連航空     | 大連、深圳 |
| 西藏航空     | 綿陽、拉薩 |
| 長龍航空     | 杭州、哈爾濱 |
| 福州航空     | 福州、哈爾濱 |
| 烏魯木齊航空 | 贛州、湛江 |
| 成都航空     | 成都/雙流 |
| 吉祥航空     | 上海/浦東 |
| 首都航空     | 三亞 |
| 多彩貴州航空 | 貴陽 |
| 西部航空     | 重慶 |

### 港澳台/國際航線
| 航空公司     | 目的地                                                   |
| ------------ | -------------------------------------------------------- |
| 天津航空     | 首爾/仁川、东京/羽田、大阪/关西、伦敦/希斯罗（经停西安） |
| 中國國際航空 | 香港、東京/成田（經停大連）、首爾/仁川                   |
| 厦门航空     | 东京/羽田                                                |
| 華夏航空     | 伯力（經停佳木斯）                                       |
| 大韓航空     | 首爾/仁川                                                |
| 韓亞航空     | 首爾/仁川                                                |
| 日本航空     | 名古屋/中部                                              |
| 春秋航空日本 | 東京/成田                                                |
| 越南航空     | 芽庄                                                     |
| 越捷航空     | 芽庄                                                     |
| 酷航         | 新加坡                                                   |

### 貨運
| 航空公司         | 目的地                                                                      |
| ---------------- | --------------------------------------------------------------------------- |
| 中国国际货运航空 | 上海/浦东、阿姆斯特丹、法兰克福、萨拉戈萨、卢森堡、埃德蒙顿、纽约、阿拉斯加 |
| 中国南方航空货运 | 广州、上海/浦东、芝加哥、洛杉矶                                             |
| 揚子江快運       | 杭州、上海/浦东、阿拉斯加、慕尼黑、阿姆斯特丹、法兰克福、法兰克福/哈恩      |
| 中国货运航空公司 | 上海/浦东、阿拉斯加、哥本哈根、阿姆斯特丹                                   |
| 中国邮政航空     | 首尔/仁川、呼和浩特、南京                                                   |
| 顺丰航空         | 沈阳、南通                                                                  |
| 奥凯航空         | 广州                                                                        |
| 长荣航空         | 台北/桃園                                                                   |
| 香港航空         | 香港、鄭州、石家莊                                                          |
| 韩亚航空公司     | 布鲁塞尔、首尔/仁川                                                         |
| 大韩航空公司     | 首尔/仁川                                                                   |
| 全日空航空公司   | 东京/成田                                                                   |

## 交通

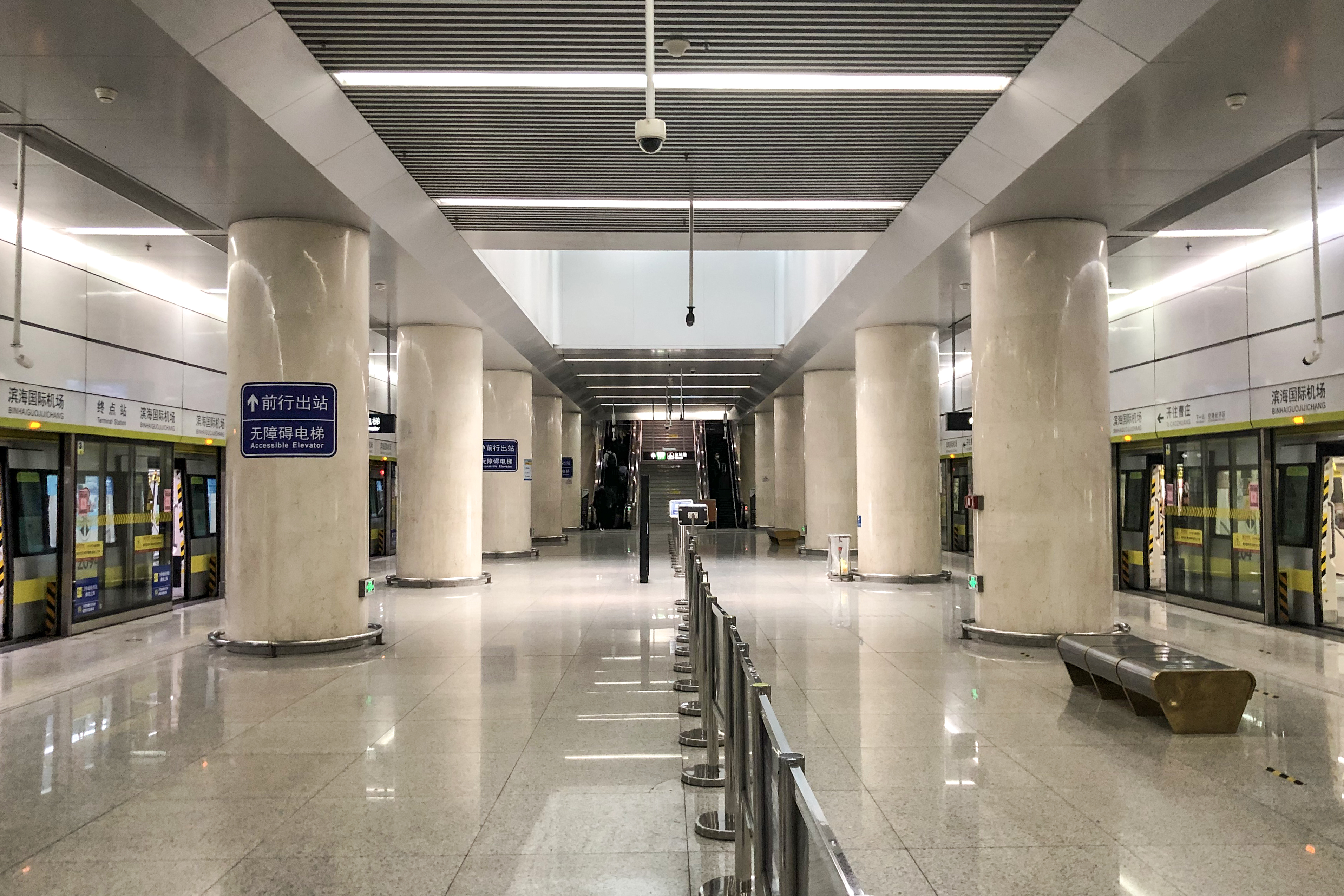
地铁2号线滨海国际机场站

### 轨道交通
天津地铁2号线的终点站为位于天津滨海国际机场交通中心的滨海国际机场站。从北京南站乘坐京津城际铁路在天津站换乘地铁2号线到达天津机场全程仅需约1个小时。另外建设中的天津地铁Z2线將在本站设站，规划中的京滨城际铁路也将引入天津滨海国际机场。

### 机场巴士及公共汽车

#### 市内机场巴士
| 目的地     | 运营时间                                    | 票价                           |
| ---------- | ------------------------------------------- | ------------------------------ |
| 武清客运站 | 机场：08:00至当日航班结束 武清：11:00~17:00 | 机场往武清15元，武清往机场40元 |

#### 省际机场巴士
| 目的地   | 目的地                         | 运营时间                                            | 票价 |
| -------- | ------------------------------ | --------------------------------------------------- | ---- |
| 河北沧州 | 沧州西客站                     | 机场：11:00、15:30、18:00 沧州：06:00、10:00、14:00 | 65元 |
| 河北沧州 | 海兴客运站                     | 机场09:00、11:00单向驶往海兴                        | 80元 |
| 河北沧州 | 黄骅客运站                     | 机场11:00、19:00单向驶往黄骅                        | 未知 |
| 河北沧州 | 中捷客运站                     | 机场：10:40、18:10 中捷：05:30、14:00               | 50元 |
| 河北廊坊 | 北京大兴国际机场廊坊城市航站楼 | 机场：08:00~22:00 廊坊：05:45~19:45                 | 50元 |
| 河北廊坊 | 廊坊客运总站                   | 机场：08:00~22:00 廊坊：05:45~19:45                 | 50元 |
| 河北唐山 | 唐山客运西站                   | 机场：12:00~23:59 唐山：05:30~17:30                 | 60元 |

#### 公共汽车
| 线路名称       | 运营时间 | 停靠站 | 票价 |
| -------------- | --- | --- | ---- |
| 机场专线4路    | 天津机场公交站：07:10、07:50、08:30、09:10、09:50、10:30、12:00、13:30、15:00、16:00、17:00、18:00、19:00、20:40 万新村南公交站：06:00、07:00、08:00、08:40、09:20、10:00、11:30、13:00、14:30、15:30、16:30、17:30、18:30、19:30 | 机场方向：万新村南公交站、杨台、成林道程发路、程林二村、香邑花园、机场办公区、天津机场公交站 市区方向：天津机场公交站、香邑花园、程林二村、成林道程发路、杨台、万新村南公交站 | 2元  |
| 机场4路定制B线 | 双向：00:00 01:00 02:00 22:00 23:00 | 天津机场公交站-湖北路，一站直达 （注：需通过天津公交app提前预约，预约人数达20人方可发车）                                                                                     | 15元 |
| 机场专线7路    | 机场（4号货运通道附近）：08:00~21:00 塘沽开发区（美华大厦）：05:30、07:00~19:00 | 一站直达 | 25元 |

### 空铁联运
天津机场在北京南站等地设立了异地候机楼，天津航空等航空公司在天津机场提供空铁联运服务，可报销北京-天津的京津城际铁路二等座车票。

### 异地城市候机楼
天津机场拥有天津站、滨海站、滨海新区、静海区、北京南站、沧州、黄骅、唐山、秦皇岛、保定、白沟、霸州、胜芳、德州、锦州等14座城市候机楼（厅），遍及京津冀鲁辽五省市，2016年底异地候机楼将达到20座。

### 最近相邻大型机场
距离天津滨海国际机场最近的大型机场是北京大兴国际机场，直线距离为85公里。

## 事件

### 雕塑被拆
2005年8月8日，总投资近30亿元的天津滨海国际机场改扩建工程开工，是天津机场历史上第五次改扩建工程。2006年夏，天津美术学院综合绘画系主任曲健雄接受天津滨海国际机场委托，为T1航站楼创作主题雕塑。2008年4月7日，时任天津市副市长熊建平在视察即将投入使用的天津滨海国际机场T1航站楼时，因个人好恶原因而勒令限期拆除斥资200万、耗时2年的雕塑《飞翔》而引发大量批评的争议性事件。

### 无人机干扰
2024年9月11日晚上七时许，因有无人机闯入影响飞航安全，天津滨海机场暂停起降航班，大量航班延误或取消，亦有不少航班在机场上空盘旋后被迫至临近机场备降。翌日清晨6时10分，机场航班开始恢复起降。但12日晚上七點半開始，机场再出现大量无人机，致航班无法起降，直至22时左右才逐渐开始恢复起降。